# Binio

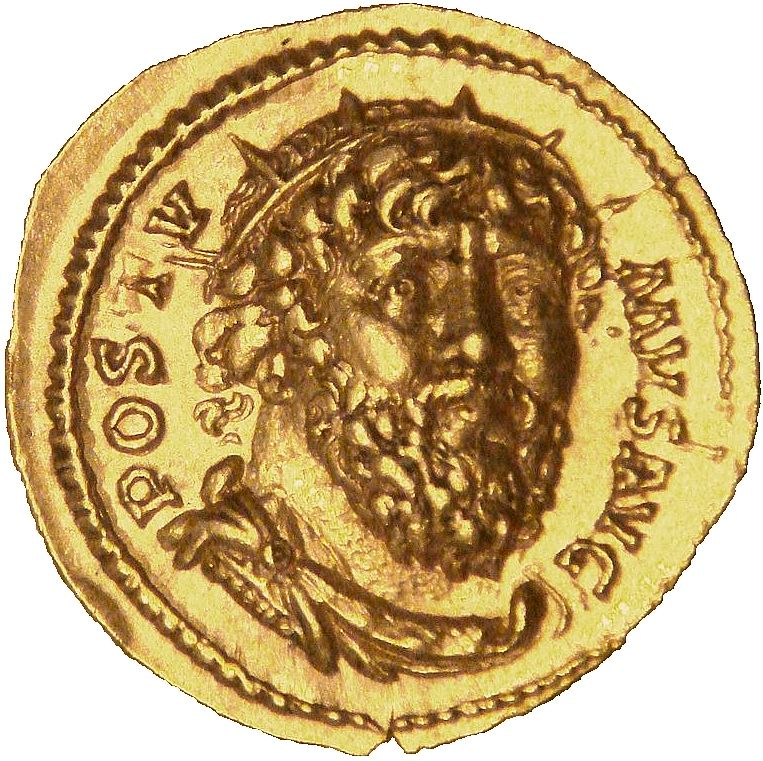
Binion galijskiego uzurpatora Postuma z 268 r. (7,4 g)

Binio, binion – określenie złotej monety z czasów cesarstwa rzymskiego oznaczające nominał wartości 2 aureusów (aurei).
Binion, czyli dwuaureus miał wprowadzić cesarz Karakalla jako odpowiednik srebrnego dwudenara (antoniniana). Podobnie jak tamten, z wyglądu był łatwo rozpoznawalny dzięki koronie promienistej (corona radiata) na głowie cesarza i popiersiu cesarzowej na półksiężycu. Wskutek denominacji był cięższy od aureusa tylko o ok. 2 gramy jako „denar złoty” zmniejszony do wagi 1/50 rzymskiego funta. Podobno funkcjonował jeszcze tylko za Heliogabala (218-222), lecz wiadomo, że sporadycznie emitowano go i później.
W numizmatyce może być zaliczany do kategorii tzw. multiplów (wielokrotności), z których znane są np. kwiniony (quinio) – aureusy pięciokrotne, czy kwaterniony (aureusy poczwórne o wadze ok. 30 g) albo ich podwojenia – oktoniony (ośmiokrotne). Multipla pojawiają się już we wczesnym cesarstwie (za Augusta), lecz częstsze stają się dopiero w III stuleciu. Różne ich wagomiary emitowano zwłaszcza w IV wieku jako wielokrotność złotego solida. Zdaniem A. Burschego wytwarzano je nie przez bicie stemplem, jak pospolite monety, lecz przy użyciu prasy, której zastosowanie w mennictwie odnoszono dopiero do XVI wieku. 
Zwykle nie spełniały one roli środków płatniczych, ale monet okolicznościowych o charakterze pamiątkowym bądź nagradzającym (tzw. donatywy). Multiplum będące znaczną wielokrotnością (5–20-krotną) z reguły zaliczane jest do medalionów – choć niesłusznie, gdyż medalion zasadniczo różni się od niego brakiem inskrypcji (legendy) w otoku.

## Literatura
- X. Calicó: The Roman aurei. Catalogue. Barcelona 2003
- G. Depeyrot: Les monnaies d'or de Diocletien à Constantin I. Wetteren 1995
- G. Depeyrot: Les monnaies d'or de Constantin II à Zénon. Wetteren 1996